# Ривадавия (департамент, Сан-Хуан)
Департамент Ривадавия  (исп. Departamento de Rivadavia) — департамент в Аргентине в составе провинции Сан-Хуан.
Территория — 157 км². Население — 82641 человек. Плотность населения — 526,40 чел./км².
Административный центр — Ривадавия.

## География
Департамент расположен в центральной части провинции Сан-Хуан.
Департамент граничит:
- на севере — с департаментами Ульум, Чимбас
- на востоке — с департаментами Сан-Хуан, Росон
- на юге — с департаментом Посито
- на западе — с департаментом Сонда

## Важнейшие населенные пункты[2]
| № | Населённый пункт | Населённый пункт (исп.) | Категория | Население чел. (2010) | На карте                        |
| - | ---------------- | ----------------------- | --------- | --------------------- | ------------------------------- |
| 1 | Ривадавия        | Rivadavia               | город     | 82582                 | 31°31′42″ ю. ш. 68°35′35″ з. д. |
| 2 | Маркесадо        | Marquesado              | поселок   | н/д                   | 31°31′25″ ю. ш. 68°37′37″ з. д. |
| 3 | Бебида           | La Bebida               | поселок   | н/д                   | 31°32′24″ ю. ш. 68°37′17″ з. д. |